# Emmerson José
Emmerson José da Silva (Belo Horizonte, 3 de maio de 1965) é um apresentador, jornalista e radialista brasileiro. É conhecido por ter sido âncora do jornalístico comunitário Fala Bahia, da Bahia FM, entre 2007 e 2025, e do telejornal BATV 2ª Edição, da TV Bahia, entre 1988 e 1996. De 1996 a 2008, foi vereador de Salvador, tendo assumido a presidência da Câmara Municipal de Salvador de 2001 a 2004.

## Biografia
Emmerson José nasceu em Belo Horizonte, em Minas Gerais, no dia 3 de maio de 1965, sendo filho de José Ferreira Milagres da Silva e Ivanilde Maria da Silva. Em seu primeiro emprego, foi office-boy de um banco na capital mineira. Em 1985, mudou-se para Salvador, onde seguiu trabalhando no setor financeiro. Na capital baiana, começou a se aproximar da comunicação, conhecendo profissionais da Transamérica FM Salvador.
Em 1987, Emmerson José passou a ser locutor da Transamérica FM Salvador, estreando no radialismo através do programa New Rock Pier. Pouco depois, ele foi contratado pela FM Aratu. Em 1988, durante os preparativos da inauguração da Globo FM, ele foi contratado para atuar na emissora. Em 1988, foi convidado pela direção da TV Bahia a fazer pilotos para apresentar o BATV 1ª Edição ao lado de Cristina Barude. Com a saída de Paulo Gil, no entanto, Emmerson assumiu a apresentação do BATV 2ª Edição da TV Bahia, emissora irmã da Globo FM, substituindo Paulo Gil.
Emmerson José deixou o BATV 2ª Edição em 1996 para se candidatar a vereador de Salvador nas eleições municipais daquele ano. Em 12 de dezembro de 2003, Emmerson foi condecorado com o Título de Cidadão Baiano pela Assembleia Legislativa da Bahia, através de uma proposição do deputado Horácio Matos Neto. Em 2007, Emmerson foi convidado para retornar à Rede Bahia. Em 1° de junho, foi revelado que ele apresentaria um jornalístico de formato popular chamado Fala Bahia, na TV Salvador e na Bahia FM.
Em 14 de junho de 2007, o lançamento do programa e a contratação de Emmerson foram oficialmente anunciados pela Rede Bahia, em uma movimentação considerada como o ingresso da empresa no jornalismo popular. Ele estreou no programa em 18 de junho de 2007. Em janeiro de 2008, foi divulgado na imprensa que Emmerson José estaria sendo cotado para voltar à TV Bahia e assumir o Bahia Meio Dia, o que não se confirmou.
Em 2009, Emmerson José passou a escrever uma coluna no Correio. Ele seguiu como colunista do jornal até 8 de janeiro de 2012, quando a coluna foi publicada pela última vez na edição do jornal. No texto, ele se despediu dos leitores justificando sua saída devido a compromissos pessoais e confirmando que seguia na Rede Bahia, apesar da saída do impresso.
Em 11 de junho de 2012, Emmerson José tornou-se editor-chefe da CBN Salvador, substituindo Jefferson Beltrão. No dia, ele também estreou como âncora do programa CBN Salvador 1ª Edição. Em 13 de dezembro, Emmerson foi um dos premiados no 3° Prêmio Jânio Lopo, concedido pela Câmara Municipal de Salvador.
Em novembro de 2016, com a transição da CBN Salvador para Jovem Pan FM Salvador, o programa Conexão CBN, apresentado por Emmerson e voltado a debates sobre política e economia, foi transferido para o iBahia e passou a ser chamado de Conexão Fala Bahia. Em 29 de maio de 2019, foi anunciado que o Fala Bahia, também ancorado por ele, assumiu pela primeira vez a liderança de audiência entre os programas transmitidos pelas emissoras de rádio de Salvador no horário durante o período de fevereiro a abril do ano, entre todas as classes sociais de ouvintes.
Em 7 de agosto de 2024, Emmerson José mediou o primeiro debate da eleição municipal de Salvador em 2024. O programa, que foi ao ar no horário do Fala Bahia e integrou o projeto Central de Eleições da Rede Bahia de Comunicação, também foi o primeiro a ser promovido pela Bahia FM na história da estação, e teve a participação de ouvintes. Apesar da ausência do prefeito e candidato à reeleição Bruno Reis (UNIÃO), estiveram presentes os candidatos Kleber Rosa (PSOL) e Geraldo Júnior (MDB).
Em 3 de maio de 2025, Emmerson José lançou o próprio site de notícias, chamado A Bahia Fala. No final do mesmo mês, em 30 de maio, a Rede Bahia anunciou a saída de Emmerson da empresa, além da retirada do programa Fala Bahia da grade da Bahia FM a partir de julho, após 18 anos no ar. De acordo com o comunicado oficial, a decisão foi tomada em conjunto entre o apresentador e o grupo. Com a saída da emissora, o comunicador passou a se dedicar ao seu site.

## Carreira política
Emmerson José entrou na política em 1996, quando filiou-se ao PFL para candidatar-se a vereador de Salvador pela primeira vez. No dia da votação, em 1° de outubro, foi eleito por média, com 5.012 votos. Em seu primeiro ano de mandato, foi eleito 2° secretário da Câmara Municipal de Salvador. Em 1997, após o falecimento de Osmar Macedo, Emmerson José propôs batizar o Circuito do Campo Grande do Carnaval de Salvador de Circuito Osmar. Em 1999, Emmerson assumiu o cargo de 1° secretário. Na eleição municipal de 2000, foi reeleito vereador com 10.266 votos.
Em 2 de janeiro de 2001, tornou-se o presidente mais jovem da história da Câmara Municipal, ficando no cargo até 2 de janeiro de 2004. Na eleição municipal de 2004, foi reeleito mais uma vez, com 10.848 votos. Em 24 de abril de 2007, Emmerson José pediu licença não remunerada do cargo alegando que se dedicaria a projetos pessoais. No dia, a sessão foi conduzida em homenagem ao vereador. Em 1° de maio, Emmerson José se afastou do cargo, em meio às especulações de que retornaria para o jornalismo.
Após sair de licença, ele foi homenageado pelos vereadores da casa, que batizaram o prédio anexo da Câmara, localizado no centro da cidade, de Vereador Emmerson José. Em 6 de outubro de 2008, após um ano e cinco meses afastado do cargo de vereador, Emmerson voltou à Câmara Municipal de Salvador para concluir o mandato, encerrado em 31 de dezembro do mesmo ano. Em entrevista, ele afirmou que só retornou após a eleição municipal para evitar acusações de uso eleitoral dos meios de comunicação onde atua, apesar de não ter se candidatado a uma nova reeleição no pleito.
Em 18 de outubro de 2010, o Ministério Público da Bahia pediu ao vereador Alan Sanches (PMDB), então presidente da Câmara Municipal, que alterasse o nome do prédio anexo que homenageia Emmerson José. O pedido foi feito com base na lei federal 6.454/77 e no artigo constitucional nº 37, que proíbem o uso de nomes de pessoas vivas em prédios e ruas que recebem recursos federais, estaduais ou municipais. Foi sugerido, pela bancada feminina, o nome da ex-primeira dama Yolanda Pires, esposa do ex-governador Waldir Pires, falecida em novembro de 2005.
Em entrevista, Emmerson afirmou que não se magoaria com a mudança, mas sugeriu que a regra também fosse aplicada em outros prédios e locais que ainda homenageiam pessoas vivas. A alteração acabou não ocorrendo. Em 24 de fevereiro de 2021, mais uma proposta para mudar o nome do prédio foi apresentada, desta vez pelo vereador Anderson Ninho (PDT), que solicitou a mudança para o nome de Daniel Rios, edil falecido em 15 de fevereiro daquele ano. A nova tentativa também não foi bem sucedida, e o nome Vereador Emmerson José foi mantido.

## Desempenho em eleições
| Ano  | Eleição               | Partido | Cargo    | Votos  | %      | Resultado        | Ref.   |
| ---- | --------------------- | ------- | -------- | ------ | ------ | ---------------- | ------ |
| 1996 | Municipal de Salvador | PFL     | Vereador | 5.012  | 0,642% | Eleito por média | [ 24 ] |
| 2000 | Municipal de Salvador | PFL     | Vereador | 10.266 | 1,013% | Eleito           | [ 27 ] |
| 2004 | Municipal de Salvador | PFL     | Vereador | 10.848 | 0,898% | Eleito           | [ 28 ] |